# ماتيوس العاشر
ماتيوس العاشر (1843-1926) قسا قبطيا من مصر، جاء إلى إثيوبيا في عام 1881، وأصبح أسقف شيوا [الإنجليزية] تحت حكم الملك سهل مريم. عندما أصبح سهل مريم إمبراطور إثيوبيا تحت اسم الملك مينيليك الثاني في عام 1889، أصبح ماتيوس رئيس أساقفة الكنيسة الأرثوذكسية الإثيوبية الأرثوذكسية حتى وفاته.
في عام 1916، نيابة عن الكنيسة الإثيوبية، أعلن ماتيوس تنحية وإلغاء إمبراطور إثيوبياليج إياسو [الإنجليزية] (إياسو الخامس)، الذي تحول إلى الإسلام .